# Віллі Гровз
Вільям Гровз (англ. William Groves; 9 листопада 1869, Лейт — 13 лютого 1908, Единбург), більш відомий як Віллі Гровз (англ. Willie Groves) — шотландський футболіст, який виступав за «Гіберніан», «Селтік», «Вест Бромвіч Альбіон», «Астон Віллу» і збірну Шотландії. Він відомий як перший гравець, проданий за 100 фунтів стерлінгів.

## Клубна кар'єра
Майбутній футболіст народився в листопаді 1869 року в районі Единбурга, Лейт. Почав грати у футбол в команді «Единбург Тісл», пізніше грав за «Лейт Харп». У 1886 році став гравцем «Гіберніана». На момент його дебюту йому було 16 років. З новою командою в 1887 році Віллі виграв Кубок Шотландії, забивши один з двох голів своєї команди. Раніше, в тому ж році і в тому ж турнірі, він оформив «хет-трик». Півфінальний матч турніру також привернув велику увагу, так як програвша команда заявила що «Гіберніан» заплатив Віллі, що було заборонено, тому що клуб був аматорським. Але в підсумку команда була виправдана.
10 березня 1888 року дебютував у збірній Шотландії в матчі проти Уельсу. Тоді ж забив перший гол за збірну. Через рік, у матчі зі збірною Ірландії, відзначився «хет-триком».
У 1888 році підписав контракт із «Селтіком», і в 1889 році разом з новою командою зіграв у фіналі Кубка Шотландії, але його команда тоді програла (1:2).
5 квітня 1890 року зіграв третій матч за збірну Шотландії, суперником була Англія, матч завершився внічию 1:1.
У жовтні того ж року підписав контракт з «Вест Бромвічем». В Англії в 1892 році виграв Кубок країни.
У 1893 році Віллі Гроувз, разом з партнером по команді Джеком Рейнольдсом перейшов в «Астон Віллу», що викликало обурення керівництва «Вест Бромвіча», так як перехід не був з ним погоджений. У підсумку «Астон Вілла» була оштрафована і заплатила 100 фунтів стерлінгів за перехід Гроувза. На той момент це був найдорожчий перехід у світі.
В «Астон Віллі» Гроувз став одним з ключових гравців команди, що виграла в 1894 році турнір Першого дивізіону Футбольної ліги, проте в тому ж році покинув клуб через розбіжності з приводу свого контракту.
Повернувся він в Шотландію, в «Гіберніан», якому допоміг вийти у фінал Кубка, але команда програла його «Харт оф Мідлотіану». У тому ж році перейшов в «Селтік», але зігравши всього два матчі вирішив завершити кар'єру через туберкульоз.
Помер Віллі Гровз в злиднях 13 лютого 1908 року в Единбурзі.

## Кар'єра в збірній

### Матчі Гровза за збірну Шотландії
| Матчі і голи Гровза за збірну Шотландії | Матчі і голи Гровза за збірну Шотландії | Матчі і голи Гровза за збірну Шотландії | Матчі і голи Гровза за збірну Шотландії | Матчі і голи Гровза за збірну Шотландії | Матчі і голи Гровза за збірну Шотландії |
| --------------------------------------- | --------------------------------------- | --------------------------------------- | --------------------------------------- | --------------------------------------- | --------------------------------------- |
| №                                       | Дата                                    | Суперник                                | Рахунок                                 | Голи Гровза                             | Змагання                                |
| 1                                       | 10 березня 1888                         | Уельс                                   | 5 : 1                                   | 1                                       | Чемпіонат Британії 1888                 |
| 2                                       | 9 березня 1889                          | Ірландія                                | 7 : 0                                   | 3                                       | Чемпіонат Британії 1889                 |
| 3                                       | 5 квітня 1890                           | Англія                                  | 1 : 1                                   | -                                       | Чемпіонат Британії 1890                 |

Разом: 3 матчі / 4 голи; 2 перемоги, 1 нічия.

## Досягнення

### Командні досягнення
«Гіберніан»
- Володар Кубка Шотландії: 1887

 «Вест Бромвіч Альбіон»
- Володар Кубка Англії: 1892

 «Астон Вілла»
- Чемпіон Першого дивізіону Футбольної ліги: 1893/94

 Збірна Шотландії
- Переможець Домашнього чемпіонату Великої Британії: 1889

### Особисті досягнення
- Кращий бомбардир Домашнього чемпіонату Великої Британії: 1889[4]

## Статистика виступів
| Клуб                  | Сезон                 | Ліга | Ліга | Кубки | Кубки | Інше | Інше | Всього | Всього |
| Клуб                  | Сезон                 | Ігри | Голи | Ігри  | Голи  | Ігри | Голи | Ігри   | Голи   |
| --------------------- | --------------------- | ---- | ---- | ----- | ----- | ---- | ---- | ------ | ------ |
| Гіберніан             | 1886/87               | -    | -    | 8     | 10    | 0    | 0    | 8      | 10     |
| Гіберніан             | 1887/88               | -    | -    | 4     | 2     | 0    | 0    | 4      | 2      |
| Гіберніан             | Итого                 | 0    | 0    | 12    | 12    | 0    | 0    | 12     | 12     |
| Селтік                | 1888/89               | -    | -    | 10    | 10    | 9    | 4    | 19     | 14     |
| Селтік                | 1889/90               | -    | -    | 2     | 1     | 8    | 8    | 10     | 9      |
| Селтік                | 1890/91               | 2    | 2    | 4     | 2     | 2    | 3    | 8      | 7      |
| Селтік                | Итого                 | 2    | 2    | 16    | 13    | 19   | 15   | 37     | 30     |
| Вест Бромвіч Альбіон  | 1890/91               | 8    | 1    | 3     | 2     | 0    | 0    | 11     | 3      |
| Вест Бромвіч Альбіон  | 1891/92               | 20   | 3    | 5     | 1     | 0    | 0    | 25     | 4      |
| Вест Бромвіч Альбіон  | 1892/93               | 30   | 3    | 1     | 0     | 0    | 0    | 31     | 3      |
| Вест Бромвіч Альбіон  | Итого                 | 58   | 7    | 9     | 3     | 0    | 0    | 67     | 10     |
| Астон Вілла           | 1893/94               | 22   | 3    | 4     | 0     | 0    | 0    | 26     | 3      |
| Астон Вілла           | Итого                 | 22   | 3    | 4     | 0     | 0    | 0    | 26     | 3      |
| Гіберніан             | 1895/96               | 5    | 1    | 4     | 3     | 0    | 0    | 9      | 4      |
| Гіберніан             | Итого                 | 5    | 1    | 4     | 3     | 0    | 0    | 9      | 4      |
| Всього за «Гіберніан» | Всього за «Гіберніан» | 5    | 1    | 16    | 15    | 0    | 0    | 21     | 16     |
| Селтік                | 1896/97               | 2    | 1    | 0     | 0     | 0    | 0    | 2      | 1      |
| Селтік                | Итого                 | 2    | 1    | 0     | 0     | 0    | 0    | 2      | 1      |
| Всього за «Селтік»    | Всього за «Селтік»    | 4    | 3    | 16    | 13    | 19   | 15   | 39     | 31     |
| Всього за кар'єру     | Всього за кар'єру     | 89   | 14   | 45    | 31    | 19   | 15   | 153    | 60     |